# Terry Bullivant
Terence Patrick Bullivant, più conosciuto con il diminutivo Terry Bullivant (Lambeth, 23 settembre 1956) è un allenatore di calcio ed ex calciatore inglese, di ruolo centrocampista.

## Carriera

### Giocatore
Dopo aver giocato nelle giovanili del Fulham, tra il 1974 ed il 1979 gioca in prima squadra, totalizzando complessivamente 101 presenze e 2 reti nella seconda divisione inglese. Dal 1979 al 1982 gioca invece in prima divisione all'Aston Villa: qui, pur essendo una riserva (12 presenze totali in 3 campionati), vince il campionato 1980-1981 e la successiva edizione della Coppa dei Campioni, oltre anche al FA Charity Shield 1981. Successivamente veste per una stagione la maglia del Charlton, con cui mette a segno 3 reti in 30 presenze in seconda divisione; dal 1983 al 1986, anno del suo definitivo ritiro, gioca invece in terza divisione con il Brentford, con un ruolo da riserva (37 presenze e 2 reti totali nell'arco del triennio).

### Allenatore
Dopo aver fatto parte dello staff tecnico del Fulham, tra il 1996 ed il 1997 ha allenato per complessive 54 partite il Barnet. All'inizio della stagione 1997-1998 viene ingaggiato dal Reading, club di terza divisione, che il 18 marzo 1998 dopo complessive 15 vittorie, 14 pareggi e 21 sconfitte in 50 partite ufficiali allenate lo esonera. Negli anni seguenti lavora come vice al Crystal Palace ed al Watford: con il Crystal Palace nel 2001 e nel 2003 ha anche 2 periodi in cui diventa allenatore ad interim, per complessive 9 partite ufficiali allenate fra entrambe le parentesi (durate circa un mese ciascuna). Dal 22 al 29 marzo 2005 è invece stato allenatore ad interim del Watford, che di fatto non ha comunque allenato in nessun incontro ufficiale. Nella stagione 2005-2006 ha invece lavorato come vice al Birmingham City, in prima divisione; dal 2008 al 2011 ha ricoperto un ruolo analogo al Brentford, fra quarta e terza divisione (in quarta divisione nel vittorioso campionato 2008-2009, in terza nelle 2 stagioni successive), mentre dal 2013 al 2015 è stato vice dei semiprofessionisti dell'Aldershot Town.

## Palmarès

### Giocatore

#### Competizioni nazionali
- Campionato inglese: 1

Aston Villa: 1980-1981
- FA Charity Shield: 1

Aston Villa: 1981

#### Competizioni internazionali
- Coppa dei Campioni: 1

Aston Villa: 1981-1982